# Pilaar van Zhöl

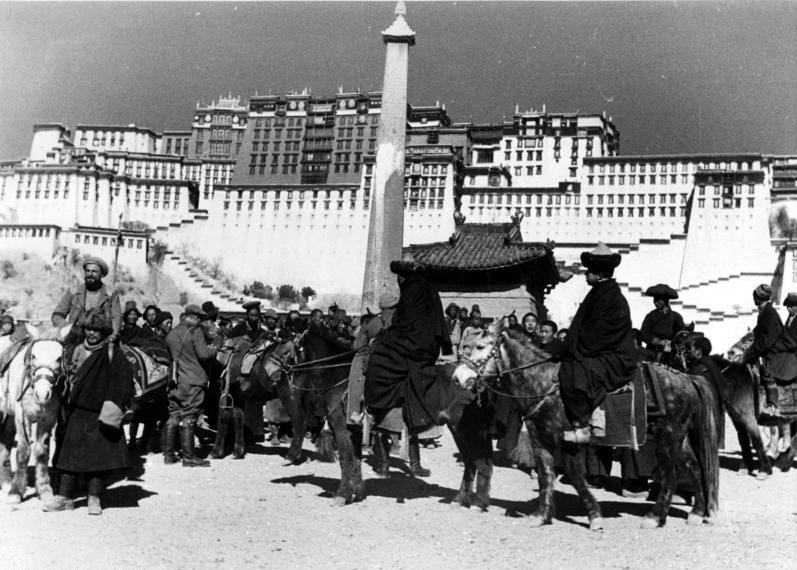
Een karavaan bij de pilaar. Foto 1938

De pilaar van Zhöl (ook wel de Doring Chima) heeft een aantal inscripties die de oudst bekende voorbeelden zijn van het Tibetaanse schrift. De pilaar dateert van het jaar 764 of iets later. De pilaar heeft deze naam, omdat tot kort geleden werd aangenomen, dat hij altijd gestaan heeft in het dorp Zhöl aan de voet van het Potalapaleis in Lhasa. Het dorp is als gevolg van stedenbouwkundige maatregelen nu vrijwel verdwenen.

## De inscripties
De opdrachtgever voor de constructie van de pilaar was de minister Ngam-lam sTag-sgra Klu-kong.
De inscriptie aan de oostelijke zijde van de pilaar luidt:
De minister sTag-sgra Klu-kong werd benoemd tot Binnen-minister en Grote Yo -gal 'chos-pa. Zoals bevolen ondernam hij de moeilijke taak van rje-bas. Hij verleende uitstekende diensten aan het bestuur van zowel de binnengebieden als de buitengebieden. Hij handelde met grote onpartijdigheid ten aanzien van zowel machtigen als niet-machtigen en realiseerde vele baten voor het koninkrijk van de stijfkoppige Tibetanen.
Het eerste deel van de inscriptie aan de zuidelijke zijde van de pilaar luidt:
Gedurende de regering van Khri Lde-gtsug-rtsan (Tridé Tsungtsen) voerde Ngam-lam sTag-sgra Klu-kong trouw zijn plichten uit. Bal Ldong-tsab en Lang Myes-zigs, hoewel zij beiden belangrijke ministers waren, werden ontrouw en brachten schade toe aan het lichaam van de Tsenpo, de vader (de koning) Khri Lde-gtsug-rtsan die vertrok naar de hemel. Zij stonden op het punt om ook schade toe te brengen aan het lichaam van de Tsenpo, de zoon Khri Srong-Ide-brtsan (Trisong Detsen). Het rijk van de stijfkoppige Tibetanen raakte in een grote strijd. Klu-khong toonde de ontrouw van Bal en Lang aan en maakte dat bekend aan de zoon, de Tsenpo Khri Srong-Ide-brtsan. Het verraad van Bal en Lang werd duidelijk en zij werden veroordeeld. Klu Khong werd vertrouwd.
In de tekst van het gevonden exemplaar van de Tibetaanse annalen is een hiaat van zeven jaar tussen 747/748 en 755/756. Dit deel van de inscriptie is dan ook de belangrijkste bron voor de gebeurtenissen in het jaar 754/755, waaronder de moord op de koning Tridé Tsungtsen (704-755).

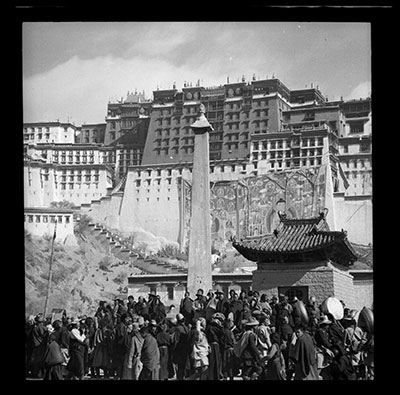
De pilaar in 1949

Deze inscriptie vervolgt met een lange tekst over de veldtocht in 764 tegen de Chinese Tang-dynastie en de tijdelijke inname en plundering van de hoofdstad Chang'an, het huidige Xi'an. In de tekst van de inscriptie worden de verdiensten van Ngam-lam sTag-sgra Klu-kong bij deze veldtocht uitgebreid vermeld.
Het begin van de inscriptie aan de noordelijke zijde van de pilaar luidt:
Een excerpt van het edict voor het verheffen in de adelstand van de minister Ngam-lam sTag-sgra Klu-kong is gebeiteld in grote letters in deze pilaar. De tsenpo Khri Srong-Ide-brtsan legde een eed af en besloot in een zilver geschreven brief dat de nakomelingen van sTag-sgra Klu-kong tot in de eeuwigheid nooit zouden worden gedegradeerd. En hij besloot dat in iedere generatie van een tsenpo alsmede die van zijn zonen en kleinzonen de nakomelingen van Zla-gong een rang zullen hebben boven die van het personele gevolg van de tsenpo.

## Tibetologisch onderzoek
De veldtocht naar, inname en plundering van Chang' an wordt ook beschreven in de Tibetaanse annalen en de Oude Tibetaanse kroniek. In de tekst van de annalen wordt sTag-sgra Klu-kong als de tweede generaal bij de inname van de stad genoemd. De annalen vermelden eveneens zijn naam bij een eerdere veldtocht in 758 in het gebied rondom Kokonor. Uit de tekst van het edict van 779, waar het boeddhisme tot de religie van Tibet werd verklaard, wordt duidelijk dat sTag-sgra Klu-kong dan de hoogste ministeriële rang heeft bereikt.
Ondanks het feit dat zijn naam in dit edict wordt genoemd, staat sTag-sgra Klu-kong in de geschiedschrijving bekend als een anti-boeddhist en een verdediger van de preboeddhistische tradities van de bönpos. In het Testament van Ba is hij een van de woordvoerders van die traditie in het in die tekst beschreven debat tussen het boeddhisme en de bönpo-traditie. De tekst van het Testament beschrijft ook een dispuut onmiddellijk na de dood van koning Trisong Detsen. Dat dispuut handelt over de vraag welke gebruiken gehanteerd zullen worden bij de begrafenis van de koning. In dat onderdeel van de tekst wordt hij beschreven als iemand die het boeddhisme in Tibet wenste te vernietigen. Het is mogelijk, dat bij de laatste gebeurtenis de naam van sTag-sgra Klu-kong pas achteraf in de tekst is opgevoerd, omdat hij bij de dood van de koning in 800 dan een voor het Tibet van die tijd wel zeer hoge leeftijd zou moeten hebben bereikt

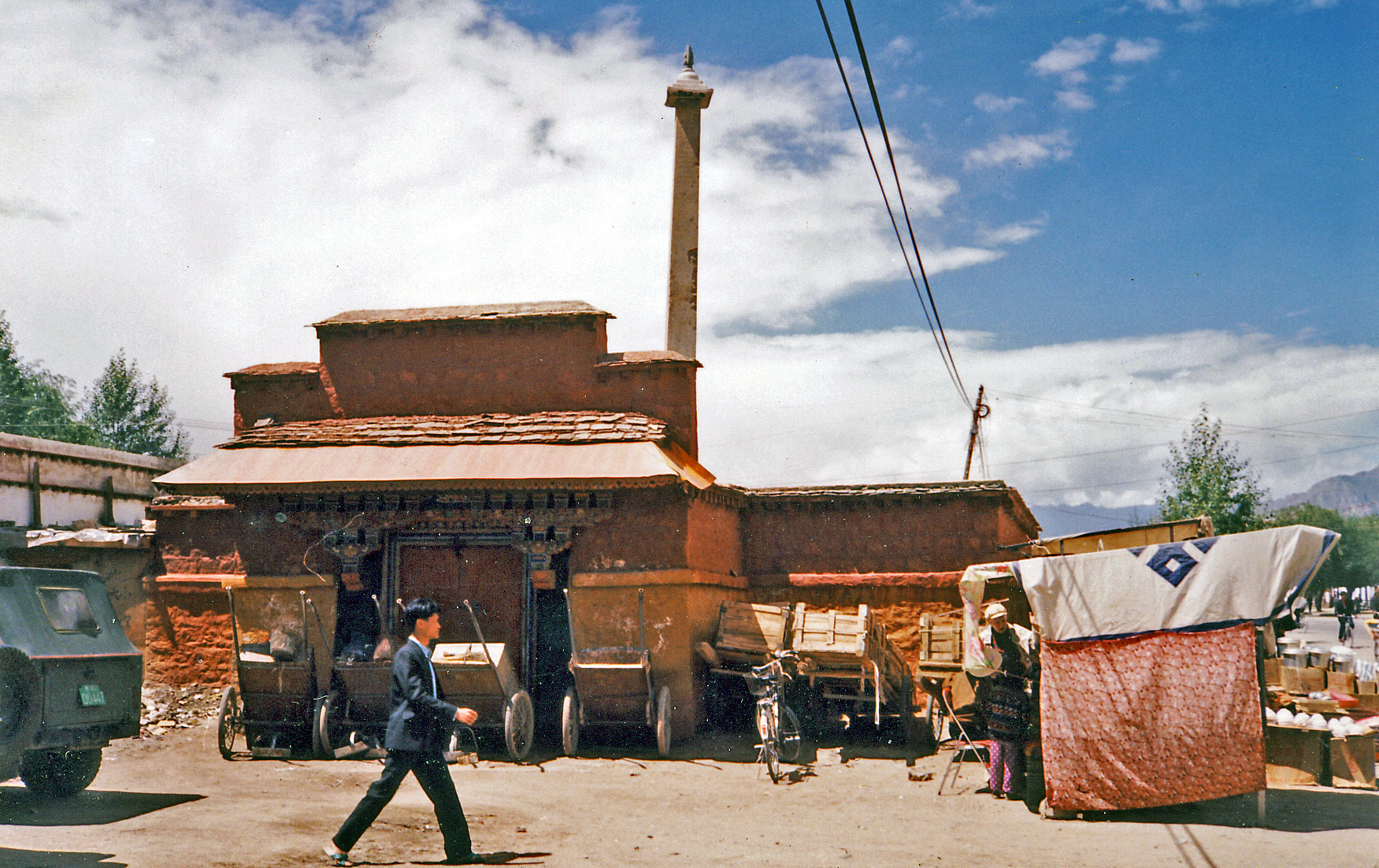
De pilaar in 1993

De teneur van de tekst van de inscripties is opmerkelijk. Er is geen sprake van het ook maar ergens enige hulde brengen aan de koning. Gebruikelijke lofuitingen ontbreken geheel. Het is een illustratie dat ook de in de klassieke Tibetaanse geschiedschrijving zo bewierookte koning Trisong Detsen in het eerste deel van zijn regeerperiode slechts een marionet in handen van de diverse clans was.
Met name de uitgebreide inscriptie aan de zuidelijke zijde van de pilaar is van groot historiografisch belang. Het is dan ook opmerkelijk, dat in de klassieke Tibetaanse geschiedschrijving tot in de 20e eeuw slechts eenmaal melding gemaakt wordt van de inscripties. Dat gebeurt dan in een document uit 1483 en dan nog slechts in een zin.
 Een verslag hoe Zhang rje Rje – rgyal-gzigs en Tag-sgra Klu-kong externe vijanden versloegen en hoe zij de Chinese generaals gevangennamen staat op de Doring Chima.
Recent onderzoek heeft aangetoond, dat de pilaar tot aan het eind van de zeventiende eeuw in de Tri vallei stond bij een grafheuvel die verondersteld wordt het graf te zijn van Tag-sgra Klu-kong. De Tibetaanse regent Sanggye Gyatso (1653 - 1705) verplaatste de pilaar tijdens de bouw van het Potalapaleis naar Zhöl.